# Рододендрон миртолистный
Рододе́ндрон миртоли́стный, или рододе́ндрон Ко́чи, (лат. Rhododéndron myrtifólium) — вечнозелёный кустарник родом из Восточной Европы, вид рода Рододендрон (Rhododendron) семейства Вересковые (Ericaceae).

## Ботаническое описание

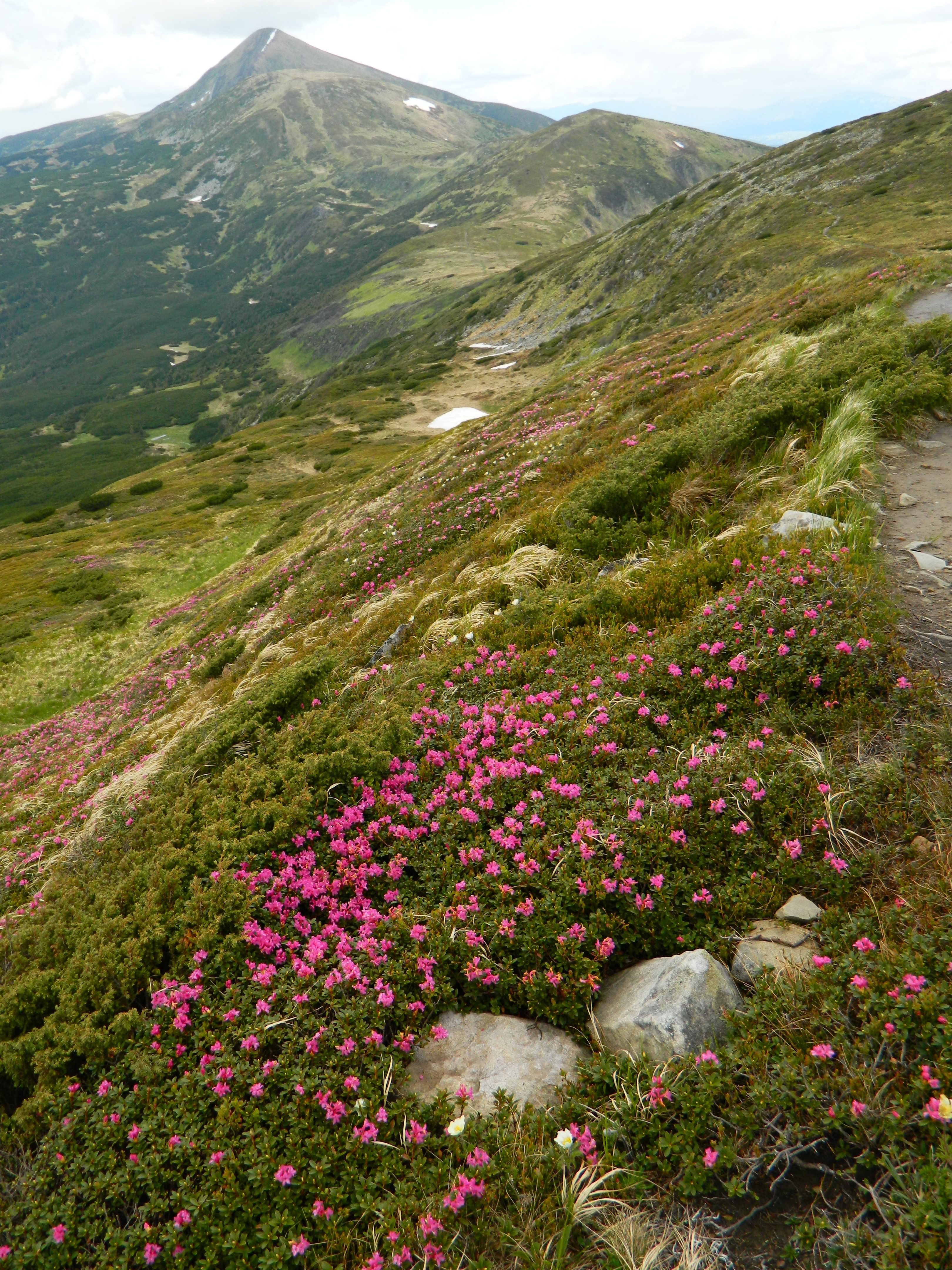
Rhododendron myrtifolium. Черногора, Карпаты

Рододендрон Кочи — небольшой маловетвистый кустарник, не превышающий 50 см в высоту. Молодые веточки ржавочешуйчатые. Листья вечнозелёные, 1—2 см длиной, тупые, узко-обратнояйцевидные в очертании. Нижняя поверхность редкочешуйчатая.
Соцветия — верхушечные кисти. Венчик ярко-розового цвета, колокольчато-воронковидной формы. Чашечка небольшая, но разделённая на заметные доли. Столбик пестика немного уступает по длине завязи. Тычинки в количестве 10.
Семена эллиптической формы, приплюснутые, продольно-ребристые, немного блестящие, оранжево-коричневого цвета.

## Ареал
Рододендрон карпатский распространён на Балканском полуострове, в Восточных и Южных Карпатах, в Болгарии, Македонии и на Украине.

## В культуре
В ГБС с 1964 года. Сеянцы, выращенные из семян, полученных из Ньюкасла (Великобритания), погибли на четвертом году жизни. В настоящее время в питомнике имеется 17 экземпляров, привезенных из Карпат, с горы Говерлы в 1968 и 1972 гг. Высота кустов 0,1—0,3 м. Рост побегов происходит с начала мая до середины июля. Карпатские растения довольно хорошо переносят московские условия, свидетельством тому является их цветение с третьей декады мая до начала июня. Завязывания плодов не наблюдалось. Зимует рододендрон под снегом. Побеги одревесневают на 100 %. Зимостойкость I.
По данным American Rhododendron Society рододендрон карпатский выдерживает понижения температуры до −23 °С.

## Таксономия

### Синонимы
- Rhododendron ferrugineum subsp. myrtifolium (Schott & Kotschy) Hayek, 1928
- Rhododendron kotschyi Simonk., 1887